# Anomocephalus
Anomocephalus es un género extinto de terápsidos anomodontos. Es el anomodonto más basal que se conoce, pero no el más antiguo. Sus fósiles, un cráneo incompleto, han sido hallados en el Karoo en la provincia Septentrional del Cabo (Sudáfrica) y datan del Pérmico medio.

## Características
Se trata de un espécimen relativamente grande para ser un anomodonto basal, con un cráneo de unos 20 cm de longitud, que conserva muchos caracteres primitivos, como una longitud preorbital del 45% de la longitud total del cráneo, la parte del hueso escamoso que forma el arco cigomático es aun corta lo que sugiere que la musculatura de la mandíbula no era muy potente. La dentición consiste en una fila de ocho dientes a cada lado, arriba y abajo; los dientes son grandes, ganchudos y decrecen en longitud de adelante hacia atrás; cada diente aumenta de diámetro de la base a la punta y tiene una superficie plana e inclinada en la corona que indica capacidad de masticación. Este tipo de dentición sugiere una dieta herbívora a base de vegetales relativamente blandos.